# Теребежі (Буська міська громада)
Теребе́жі — село в Україні, у Буській міській громаді Золочівського району Львівської області. Населення складає 271 особа (2001). До 2020 року орган місцевого самоврядування — Буська міська рада.

## Історія
Точна дата заснування села невідома.
17—21 лютого 1943 року в селі Теребежі відбулась 3-тя конференція ОУН(б). Виконувача обов'язків провідника ОУН Миколу Лебедя було зміщено, а його місце зайняв тріумвірат у складі Зіновія Матли, Дмитра Маївського та Романа Шухевича. Були також остаточно вирішені питання створення УПА і визначені головні вороги українського визвольного руху (нацисти і більшовики).
12 червня 2020 року, відповідно розпорядження Кабінету Міністрів України № 718-р «Про визначення адміністративних центрів та затвердження територій територіальних громад Львівської області», Буська міська рада об'єднана з Буською міською громадою.
17 липня 2020 року, в результаті адміністративно-територіальної реформи та ліквідації Буського району, село увійшло до складу Золочівського району.

## Особистість
Уродженка села:
- Орися Матешук — учасниця національно-визвольних змагань, член ОУН, політрепресована, письменниця, Почесний громадянин Буського району.